# アレン・セイ
アレン・セイ（英: Allen Say 1937年 -）は日本生まれの日系アメリカ人作家・イラストレーター。本名はジェームズ・アレン・コウイチ・モリワキ・セイイ James Allen Koichi Moriwaki Seii）。現在はオレゴン州ポートランド在住。
明治時代に日本からアメリカ合衆国へ渡り、再び帰国したセイの祖父の物語、『おじいさんの旅』でコールデコット賞（年間最優秀絵本賞）を1994年に受賞。セイの作品は日本人と日系アメリカ人を描いたものが多く、自伝的な要素を含むものもある。

## 経歴
セイは1939年に神奈川県横浜市にて、カリフォルニア州オークランド生まれの日系アメリカ人の母と、イギリス人夫婦の養子として上海で育てられた韓国人の父の間に生まれた。セイが8歳の時に両親が離婚し父親にひきとられた。12歳の時に青山学院へ通うために母方の祖母と東京都に住むことになるが、すぐに祖母と同意の上で別れて暮らすことになる。一人暮らしを始めたセイは漫画家野呂新平の弟子となった。その経緯は自伝小説『The Ink-Keeper's Apprentice』（ISBN 978-0618216130）に詳しい。野呂はセイにとって心の父であり、師であった。
再婚してアメリカに渡ることになったセイの父親は16歳のセイにいっしょに来るよう誘った。しかしカリフォルニア州に渡ったセイは、ロングビーチの家族から遠く離れたグレンドラにあるハーディング米軍学校に入れられた。軍隊に対する嫌悪感が募るばかりで、一年後には喫煙を原因に退学処分を受けた。
一般高校に編入し週末には美術クラスを取るなど絵の勉強を続けたセイは、高校卒業後に永住帰国のつもりで日本へ戻る。しかしセイが不在の間に日本も著しく変わっており、結局アメリカに帰ってくることになる。看板描きの仕事を始めたが満足せず、結婚して カリフォルニア大学バークレー校で建築学を学ぶ。1962年にアメリカ陸軍に徴兵され、2年間ドイツに駐屯する。
軍に所属中にセイの撮影した写真が認められ、アメリカ陸軍新聞スターズ・アンド・ストライプスに掲載されたことから、セイは除隊後も写真で生計を立てていこうとする。カリフォルニアで商業カメラマンとして働いていたことから自然に美術業界の人間との交流を得たセイは、絵の才能も認められ、1972年に初めてイラストを描いた絵本が出版される。1979年には自伝小説『The Ink-Keeper's Apprentice』を発行する。1984年に出版された本の絵がきれいに再現されていないことに不満を感じたセイは本のイラストを描くのをやめてしまう。しかし1988年に出版社の助言で再び絵筆を取る決心をする。そして1990年代、50歳を越えてセイは次々と絵本を発表する。

## ロイス・ローリー
1994年、セイがカルデコット賞を受賞した折、同じく児童文学者のロイス・ローリーがニューベリー賞を受賞したため、お互いに自作に署名をして交換した。ローリーが日本語で署名をしたために二人は驚くべき発見をした。ローリーはリッチモンド大学のスピーチでその経緯を次のように語っている。
アレン・セイはなぜ私が日本語で署名できるかを訊ね、私は答えました。
「11、12、13歳の時に日本に住んでいたのよ。」
「それって何年？」
「1948年、49年、50年。私は1937年生まれなの。」
「僕も。同い年なんだね。どこに住んでたの？」
「東京。」
「僕も。東京のどこ？」
「渋谷。」
「僕も！どこの学校へ行ってたの？」
「目黒。毎日バスで通ってたの。」
「僕は渋谷にある学校に行ってたんだ。」
「渋谷に学校があったの覚えてるわ。自転車に乗ってよく通り過ぎてたから。」
「（沈黙）…あの緑色の自転車に乗ってたの、君？」

## 日本語訳された著書
- 『紙しばい屋さん』（原題：Kamishibai Man） ISBN 978-4593504848
- 『おじいさんの旅』（原題：Grandfather’s Journey） ISBN 978-4593504169
- 『はるかな湖』（原題：The Lost Lake） ISBN 978-4198609856
- 『さんねんねたろう』（原題：The Boy of the Three Year Nap） ISBN 978-4880120645
- 『じてんしゃのへいたいさん』（原題：The Bicycle Man） ISBN 978-4880120171